# Unai Etxebarria
Unai Etxebarria Arana (født 2. november 1972) er en tidligere venezuelansk professionel cykelrytter, som altid har cyklet for det daværende professionelle cykelhold Euskaltel-Euskadi.